# 2015 en bande dessinée
| Années de la bande dessinée : 2012 - 2013 - 2014 - 2015 - 2016 - 2017 - 2018    |
| Décennies de la bande dessinée : 1980 - 1990 - 2000 - 2010 - 2020 - 2030 - 2040 |

Cet article présente les faits marquants de l'année 2015 en bande dessinée.

## Événements
- Le 7 janvier, un attentat au siège de Charlie Hebdo à Paris fait douze morts parmi lesquels les dessinateurs Charb, Cabu, Tignous, Wolinski et Honoré.

- Du 29 janvier au 1er février : 42e festival d’Angoulême. Une pétition[1] avait été lancée le 11 janvier pour que le Grand prix de la ville soit décerné collectivement à Charlie Hebdo ; il est finalement attribué à Katsuhiro Ōtomo[2] ; un Grand Prix spécial est décerné au journal supplicié[3].

- Du 14 au 16 août : 88e Comiket à Tokyo (Japon).

- Du 29 octobre au 1er novembre : festival Comics & Games de Lucques (Italie).

- Du 29 au 31 décembre : 89e Comiket à Tokyo (Japon).

## Nouveaux albums
Voir aussi : Albums de bande dessinée sortis en 2015

### Franco-belge
| Sortie    | Titre                                                                   | Scénariste                         | Dessinateur         | Coloriste        | Éditeur                  |
| --------- | ----------------------------------------------------------------------- | ---------------------------------- | ------------------- | ---------------- | ------------------------ |
| janvier   | Kiki et Aliène t. 2 : Coucou, c'est encore nous !                       | Paul Martin                        | Nicolas Hubesch     | Nicolas Hubesch  | BD Kids                  |
| janvier   | Paci t.3 : Rwanda                                                       | Vincent Perriot                    | Vincent Perriot     | Isabelle Merlet  | Dargaud                  |
| janvier   | Le Grand Méchant Renard                                                 | Benjamin Renner                    | Benjamin Renner     | Benjamin Renner  | Delcourt                 |
| janvier   | Balles perdues                                                          | Matz, Walter Hill                  | Jef                 |                  | Rue de Sèvres            |
| janvier   | Les Mondes de Thorgal - Louve t. 5 : Skald                              | Yann                               | Roman Surzhenko     | Roman Surzhenko  | Le Lombard               |
| février   | Les Nouvelles Aventures de Cubitus t. 10 : Cubitus a tout inventé !     | Erroc                              | Michel Rodrigue     |                  | Le Lombard               |
| avril     | Les Mondes de Thorgal - La Jeunesse de Thorgal t. 3 : Runa              | Yann                               | Roman Surzhenko     | Roman Surzhenko  | Le Lombard               |
| avril     | Le Rapport de Brodeck t. 1                                              | Manu Larcenet                      | Manu Larcenet       |                  | Dargaud                  |
| avril     | Zioum Tchabada Tchou Tchou                                              | Otto T.                            | Otto T.             | N&B              | FLBLB                    |
| avril     | Le Caravage, t. 1 : La Palette et l'épée                                | Milo Manara                        | Milo Manara         | Simona Manara    | Glénat                   |
| avril     | Maggy Garrisson, t. 2 : L'homme qui est entré dans mon lit              | Lewis Trondheim                    | Stéphane Oiry       | Stéphane Oiry    | Dupuis                   |
| mai       | Zaï zaï zaï zaï                                                         | Fabcaro                            | Fabcaro             |                  | 6 Pieds sous terre       |
| mai       | Le journal de Jo Manix t. 2 Mai 1996 - Mai 2001                         | Joëlle Guillevic                   | Joëlle Guillevic    | N&B              | FLBLB                    |
| mai       | Le Juge, la République assassinée t. 1                                  | Olivier Berlion                    | Olivier Berlion     |                  | Dargaud                  |
| mai       | R.I.P., Ric ! - Les Nouvelles Enquêtes de Ric Hochet t. 1               | Zidrou                             | Simon Van Liemt     |                  | Le Lombard               |
| juillet   | Dofus Pets t. 1 : Le Refuge de Mémé                                     | Mig, Waltch                        | Waltch              |                  | Ankama Éditions          |
| août      | Pauline à Paris                                                         | Benoit Vidal                       | Benoit Vidal        | Benoit Vidal     | FLBLB                    |
| août      | Bienvenue en adolescence ! - Titeuf t. 14                               | Zep                                | Zep                 | Nob              | Glénat                   |
| septembre | Sous le soleil de minuit - Corto Maltese t. 30                          | Juan Díaz Canales                  | Rubén Pellejero     |                  | Casterman                |
| septembre | Amours fragiles - En Finir... t. 7                                      | Philippe Richelle                  | Jean-Michel Beuriot |                  | Casterman                |
| septembre | Ekhö monde miroir t.4 : Barcelona                                       | Christophe Arleston                | Alessandro Barbucci | Nolwenn Lebreton | Soleil Productions       |
| septembre | Et si la France avait continué la guerre - Le Grand Déménagement t. 1   | Jean-Pierre Pécau                  | Jovan Ukropina      | Tanja Cinna      | Soleil Productions       |
| octobre   | Cher pays de notre enfance                                              | Benoît Collombat, Étienne Davodeau | Étienne Davodeau    |                  | Futuropolis              |
| octobre   | Le Cas Alan Turing                                                      | Arnaud Delalande                   | Éric Liberge        | Éric Liberge     | Les Arènes               |
| octobre   | Le Papyrus de César - Astérix t. 36                                     | Jean-Yves Ferri                    | Didier Conrad       |                  | Les Éditions Albert René |
| novembre  | La Présidente                                                           | François Durpaire                  | Farid Boudjellal    |                  | Les Arènes               |
| novembre  | Akissi t. 6 : Sans amis                                                 | Marguerite Abouet                  | Mathieu Sapin       | Clémence         | Gallimard                |
| novembre  | Les Mondes de Thorgal - Kriss de Valnor t. 6 : L'Île des enfants perdus | Xavier Dorison, Mathieu Mariolle   | Roman Surzhenko     |                  | Le Lombard               |
| novembre  | Les Vieux Fourneaux t. 3 : Celui qui part                               | Wilfrid Lupano                     | Paul Cauuet         | Paul Cauuet      | Dargaud                  |
| novembre  | Petite histoire de la Révolution française                              | Grégory Jarry                      | Otto T.             |                  | FLBLB                    |
| novembre  | Roger et ses humains t. 1                                               | Cyprien Iov                        | Paka                | Marie Ecarlate   | Dupuis                   |

### Comics
| Sortie       | Titre                                               | Scénariste                         | Dessinateur                         | Coloriste        | Éditeur            |
| ------------ | --------------------------------------------------- | ---------------------------------- | ----------------------------------- | ---------------- | ------------------ |
| 9 janvier    | Coffin Hill t. 1 : La malédiction des coffin        | Caitlin Kittredge                  | Ryan Kelly                          | Eva de la Cruz   | Urban Comics       |
| 9 janvier    | Justice League t. 7 : Le règne du mal - 2e partie   | Geoff Johns                        | Doug Mahnke, Ivan Reis, David Finch |                  | Urban Comics       |
| 16 janvier   | East of West t. 3 : Il n'y a pas de "nous"          | Jonathan Hickman                   | Nick Dragotta                       | Frank Martin Jr. | Urban Comics       |
| 16 janvier   | Paul Dini présente Batman t. 1                      | Paul Dini                          |                                     |                  | Urban Comics       |
| 23 janvier   | Injustice - Les Dieux Sont Parmi Nous t. 2          | Tom Taylor                         | Jheremy Raapack                     |                  | Urban Comics       |
| 23 janvier   | Le Quatrième Monde t. 1                             | Jack Kirby                         | Jack Kirby                          |                  | Urban Comics       |
| 23 janvier   | OMAC t. 1 : L'arme ultime                           | Dan DiDio                          | Keith Giffen                        |                  | Urban Comics       |
| 23 janvier   | Preacher t. 1                                       | Garth Ennis                        | Steve Dillon                        |                  | Urban Comics       |
| 23 janvier   | The Wake                                            | Scott Snyder                       | Sean Murphy                         |                  | Urban Comics       |
| 29 janvier   | Weird Science t. 2                                  | collectif                          | Wally Wood et al.                   | N&B              | Akileos            |
| 30 janvier   | Saga t. 4                                           | Brian K. Vaughan                   | Fiona Staples                       |                  | Urban Comics       |
| 6 février    | Batgirl: Année Un                                   | Scott Beatty, Chuck Dixon          | Marcos Martin                       |                  | Urban Comics       |
| 6 février    | The Sixth Gun t. 3 : Enchaîné                       | Cullen Bunn                        |                                     |                  | Urban Comics       |
| 6 février    | Transmetropolitan t. 3 : Année 3                    | Warren Ellis                       | Darick Robertson                    |                  | Urban Comics       |
| 13 février   | Batman t. 5 : L'an zéro, 2ème partie                | Scott Snyder                       | Greg Capullo                        |                  | Urban Comics       |
| 13 février   | Batwoman t. 4 : Les liens du sang                   | J.H. Williams III                  | Trevor McCarthy                     |                  | Urban Comics       |
| 27 février   | Infinite Crisis t. 2 : Unis pour le pire            | Collectif                          | Collectif                           |                  | Urban Comics       |
| 2 mars       | Le Sculpteur                                        | Scott McCloud                      | Scott McCloud                       | Scott McCloud    | First Second Books |
| 6 mars       | Batman Eternal t. 1                                 | Collectif                          | Collectif                           |                  | Urban Comics       |
| 13 mars      | Batman - Les Nouvelles Aventures t. 1               | Dan Slott                          | Ty Templeton                        |                  | Urban Comics       |
| 13 mars      | Gotham Girls                                        | Paul Dini                          | Bruce Timm                          |                  | Urban Comics       |
| 13 mars      | Scooby-Doo & Cie t. 1                               | Dario Brizuela                     | Dario Brizuela                      |                  | Urban Comics       |
| 13 mars      | Teen Titans go ! t. 1                               | Collectif                          | Collectif                           |                  | Urban Comics       |
| 20 mars      | Justice League t. 1 : Aux origines                  | Geoff Johns                        | Jason Fabok                         |                  | Urban Comics       |
| 27 mars      | Gotham Central t. 3                                 | Greg Rucka, Ed Brubaker            | Michael Lark                        |                  | Urban Comics       |
| 3 avril      | Batman: No Man's Land t. 4                          | Collectif                          |                                     |                  | Urban Comics       |
| 3 avril      | Earth Two t. 1 : Rassemblement                      | Mike Johnson et Marguerite Bennett | Andy Smith                          |                  | Urban Comics       |
| 3 avril      | Flashpoint                                          | Geoff Johns                        | Andy Kubert                         |                  | Urban Comics       |
| 7 mai        | Batman : La Résurrection de Ra's Al Ghul            | Grant Morrison, Paul Dini          | Tony Daniel                         |                  | Urban Comics       |
| 7 mai        | Batman Beyond t. 1 : Le retour de Silence           | Adam Beechen                       | Ryan Benjamin                       |                  | Urban Comics       |
| 22 mai       | Batman Eternal t. 2                                 | Collectif                          |                                     |                  | Urban Comics       |
| 29 mai       | Infinite Crisis t. 3                                | Geoff Johns                        | Phil Jimenez                        |                  | Urban Comics       |
| 29 mai       | Nightwing t. 5 : Dernier envol                      | Kyle Higgins                       |                                     |                  | Urban Comics       |
| 12 juin      | Catwoman t. 4 : La main au collet                   | Ann Nocenti                        |                                     |                  | Urban Comics       |
| 26 juin      | Futures End t. 1                                    | Jeff Lemire                        | Ethan Van Sciver                    |                  | Urban Comics       |
| 3 juillet    | Batman t. 6 : Passé Présent Futur                   | Scott Snyder                       | Greg Capullo                        |                  | Urban Comics       |
| 3 juillet    | Catwoman t. 5 : Course de haut vol                  | Ann Nocenti                        |                                     |                  | Urban Comics       |
| 3 juillet    | Harley Quinn t. 1 : Completement Marteau            | Jimmy Palmiotti, Amanda Conner     | Chad Hardin                         |                  | Urban Comics       |
| 10 juillet   | Batman: No Man's Land t. 5                          | Collectif                          |                                     |                  | Urban Comics       |
| 10 juillet   | Earth Two t. 2 : Secrets et origines                | James Robinson                     | Collectif                           |                  | Urban Comics       |
| 10 juillet   | Gotham Central t. 4                                 | Greg Rucka, Ed Brubaker            | Collectif                           |                  | Urban Comics       |
| 21 août      | Batman & Robin t. 3 : Batman impossible             | Peter Tomasi                       | Patrick Gleason                     |                  | Urban Comics       |
| 28 août      | Paul Dini présente Batman t. 2 : Le Cœur de Silence | Paul Dini                          | Collectif                           |                  | Urban Comics       |
| 28 août      | Scooby-Doo & Cie t. 2                               | Sholly Fisch                       | Dario Brizuela                      |                  | Urban Comics       |
| 28 août      | Teen Titans Go ! t. 2                               | Sholly Fisch                       | Collectif                           |                  | Urban Comics       |
| 11 septembre | Batgirl t. 1 : Bienvenue à Burnside                 | Brendan Fletcher                   | Babs Tarr                           |                  | Urban Comics       |
| 11 septembre | Gotham Academy t. 1 : Le secret des Cobblepot       | Brendan Fletcher, Becky Cloonan    | Karl Kerschl                        |                  | Urban Comics       |
| 18 septembre | Batman Beyond t. 2 : 10 000 Clowns                  | Adam Beechen                       | Ryan Benjamin                       |                  | Urban Comics       |

### Mangas
| Sortie     | Titre           | Scénariste         | Dessinateur        | Éditeur         |
| ---------- | --------------- | ------------------ | ------------------ | --------------- |
| 2 octobre  | Chiisakobé t. 1 | Minetaro Mochizuki | Minetaro Mochizuki | Le Lézard noir  |
| 30 octobre | Ogrest t. 2     | Mig                | Mig                | Ankama Éditions |

### Érotique
| Sortie  | Titre                                                 | Scénariste      | Dessinateur  | Coloriste        | Éditeur |
| ------- | ----------------------------------------------------- | --------------- | ------------ | ---------------- | ------- |
| février | Witching Yours t. 1 : Le Labyrinthe des sorciers      | Cosimo Ferri    | Cosimo Ferri | Cosimo Ferri     | Tabou   |
| mars    | Les Bêtes de Black City t. 3 : Le Feu de la vengeance | Marco Rastrelli | Lorenzo Nuti | Lorenzo Nuti     | Tabou   |
| mars    | Blanche Neige t. 1 : La Reine vénéneuse               | Trif            | Trif         | Andrea Celestini | Tabou   |

## Décès
- 7 janvier :
  - Stéphane Charbonnier, dit Charb, dessinateur satirique et journaliste français ;
  - Jean Cabut, dit Cabu, caricaturiste, dessinateur de presse et auteur de bande dessinée français ;
  - Bernard Verlhac, dit Tignous, caricaturiste et dessinateur de presse français ;
  - Georges Wolinski, dessinateur de presse et auteur de bande dessinée français ;
  - Philippe Honoré, dessinateur de presse et illustrateur français ;
- 3 février : Géri, dessinateur belge connu pour sa série Mr Magellan, mort à l’âge de 80 ans[4] ;
- 6 février : Jacques Kambouchner, dit Kamb ou Jacques Kamb, auteur de bande dessinée français connu pour sa collaboration à Pif Gadget et sa série Dicentim[5] né le 2 mars 1933 ;
- 7 mars : Yoshihiro Tatsumi, mangaka né à Ōsaka, au Japon, le 10 juin 1935, reconnu comme un des pionniers du style gekiga de la bande dessinée indépendante nippone.
- 10 mars : Fred Fredericks, auteur de comics
- 13 mars : Irwin Hasen
- 14 mars : Antoine Graziani, dit Jean Acquaviva, scénariste français[6] ;
- 13 avril : Herb Trimpe, dessinateur et scénariste américain né en 1939 [7] ;
- 19 juin : Earl Norem
- 26 juin : Kája Saudek
- 30 juin : Leonard Starr
- 16 juillet : Alan Kupperberg, dessinateur de comics né en 1953 [8] ;
- 22 juillet : Stéphane de Becker dit Stuf, dessinateur et coloriste belge né en 1959.
- 31 juillet : Jean-Jacques Loup, auteur de bande dessinée et caricaturiste français né en 1936.
- 9 août : Philippe Escafre, dit Coyote, auteur de bande dessinée français, né en 1962, connu pour sa collaboration à Fluide glacial et sa série Litteul Kévin[9].
- 30 août : Brad Anderson
- 26 septembre : Liliane Funcken, femme et collaboratrice de Fred Funcken, née à Soignies le 17 juillet 1927 et morte à Bruxelles.
- 22 octobre : Murphy Anderson
- 15 novembre : Pierre Ouin
- 30 novembre : Shigeru Mizuki, mangaka japonais né le 8 mars 1922.
- 11 décembre : Jacques Hurtubise dit Zyx, auteur et éditeur canadien né en 1950.